# Серія «Інший формат»
Серія «Інший формат» — видавнича серія, опублікована в 2003—2004 роках видавництвом "Лілея-НВ" (Івано-Франківськ). Серія складається з брошур, в яких опубліковані розлогі інтерв'ю з відомими сучасними діячами української культури. Концепцію серії розробив Тарас Прохасько, він проводив і записував всі інтерв'ю.

## З анотації
В анотації до серії Тарас Прохасько написав таке:
|  | Я серйозно вважаю, що наш світ може стати інакшим (ліпшим), якщо інакше говорити те, що інакше думається. Я серйозно вірю, що люди, від яких залежить, щоб наш світ став ліпшим, часом попросту не знають, як можна інакше думати і говорити. «Інший формат» передбачає хрестоматію ненаписаних текстів, які ілюструють можливість розмислів під час говорення (думай, що говориш! кажи, що думаєш!). Слухаючи їхні голоси, я зрозумів, як багато найважливішого ніколи не потрапляє у книжки. Принципи серії на диво прості. Вибрати тих, які подобаються. Добирати тих, кому довіряєш, у кому впевнений. Записувати те, що говориться, вірити у те, що кажеться. Але: жодних меморіалів, жодних пам'ятників, жодних заповітів і тестаментів. Лови момент - один, але неповторний. Завтра може, мусить, бути інакше. |

## Книги серії
- «Інший формат: Олег Лишега» (Івано-Франківськ: Лілея-НВ)
- «Інший формат: Юрій Іздрик» (Івано-Франківськ: Лілея-НВ)
- «Інший формат: Юрій Андрухович» (Івано-Франківськ: Лілея-НВ)
- «Інший формат: Оксана Забужко» (Івано-Франківськ: Лілея-НВ)
- «Інший формат: Борис Ґудзяк» (Івано-Франківськ: Лілея-НВ)
- «Інший формат: Ярослав Грицак» (Івано-Франківськ: Лілея-НВ)
- «Інший формат: Василь Герасим'юк» (Івано-Франківськ: Лілея-НВ)